# Kraljevo vojno letalstvo
Kraljevo vojno letalstvo (angleško Royal Air Force, uradna kratica RAF ) je vojno letalstvo Združenega kraljestva. Je najstarejše neodvisno vojno letalstvo na svetu. Ustanovili so ga 1. aprila 1918. Od tedaj je igralo pomembno vlogo v britanski vojaški zgodovini, še posebej med 2. svetovno vojno in v konfliktih sodobnega časa. RAF upravlja z več kot 1100 zrakoplovi in je imelo leta 2008 41.440 stalnih uslužbencev. Večina zrakoplovov in osebja RAF je nameščenih v Združenem kraljestvu. Aktivne oddelke ima tudi drugod po svetu, predvsem v Iraku, Afganistanu, Srednjem Vzhodu, Balkanu, Sredozemlju, Južnem Atlantiku in Indijskem oceanu, ter v čezmorskih oporiščih: Ascensionu, Kanadi, Cipru, Diego Garcii, Gibraltarju, Falklandskem otočju, Nemčiji in Katarju.
Britanske obrambne sile si prizadevajo za ustvarjanje okolju prijaznih alternativ in v naslednjih nekaj letih nameravajo v zrak poslati svoje prvo brez-emisijsko letalo, študije so pričeli opravljati na podlagi Pipistrelovih letal.